# Heiligenfelde
Heiligenfelde is een plaats en voormalige gemeente in de Duitse deelstaat Saksen-Anhalt, en maakt deel uit van de Landkreis Stendal.
Heiligenfelde telt 234 inwoners.